# チョンラターン・ピリヤピンヨー
チョンラターン・ピリヤピンヨー（泰: ชลธาร อ.พิริยะภิญโญ、英: Chonlatarn Piriyapinyo、1985年1月25日 - ）は、タイのプロボクサー。アムナートチャルーン県出身。第14代PABAフェザー級王者。
ABCOフェザー級王座を全階級を通じて最多の27回した他WBOアジア太平洋王座の2階級制覇王者。

## 来歴
1993年にムエタイを始め、その後ボクシングに転向した。
2010年9月15日にはチャンタブリー県でソニー・ゴンサレスとWBOアジア太平洋フェザー級王座決定戦を行い、8回2分48秒TKO勝ちを収め王座獲得に成功した。
2010年12月29日にはスパンブリー県ドゥームバーンナーンブワット郡のカオディン寺で脇本雅行（高砂）と対戦した。
2012年11月9日、シンガポールのマリーナベイ・サンズでWBA世界フェザー級スーパー王者クリス・ジョンと対戦するも強打がジョンの技巧に裁かれプロ初黒星となる12回0-3（2者が109-119、111-117）の大差判定負けを喫し、王座獲得に失敗した。
2012年11月、ABCOフェザー級王座を返上。
WBA世界フェザー級スーパー王者クリス・ジョンにプロ初黒星を喫して間もない2012年11月15日には「来年にはWBO世界フェザー級王座に挑戦したい。」と敗戦を引きずらず、気持ちの切り替えの速さを見せた。
2014年1月、PABAフェザー級王座を返上。
2014年11月22日、中国、マカオのザ・ベネチアン・マカオにあるコタイ・アリーナでWBO世界フェザー級王者ワシル・ロマチェンコと対戦し、12回0-3（3者とも107-120）の判定負けを喫しまたも王座獲得に失敗した。
2016年1月15日、タイのバンコクでサディキ・モンバとWBOアジア太平洋スーパーフェザー級王座決定戦を行い、3回TKO勝ちを収めWBOアジア太平洋王座の2階級制覇を達成した。
2016年4月16日、WBOはチョンラターンをWBO世界スーパーフェザー級4位にランクインした。
2016年7月16日、メキシコ、メヒコ州ラパスのポリデポルティーボ・ソラヤ・ヒメネスでWBO世界スーパーフェザー級暫定王者ミゲール・ベルチェットと対戦し、プロ初のKO負けとなる4回2分59秒KO負けを喫しまたも王座獲得に失敗した。

## 獲得タイトル
- ABCOフェザー級王座
- WBOアジア太平洋フェザー級王座
- 第14代PABAフェザー級王座（防衛1度）
- WBOアジア太平洋スーパーフェザー級王座

## 受賞歴
ABCO表彰式
- 2007年度・2009年度年間最優秀選手賞